# 済州島
座標: 北緯33度22分 東経126度32分 / 北緯33.367度 東経126.533度
済州島（チェジュとう、さいしゅうとう、朝: 제주도、英: Jeju Island）は、朝鮮半島の南西、日本海、東シナ海、黄海の間にある火山島。その付属島嶼と併せて大韓民国済州特別自治道を構成する。人口は約66万人、面積は1,845 km2。以前には、英語などの西洋言語では Quelpart（クエルパート、퀠파트）とも呼ばれていた。
1402年まで耽羅という独立した王国があった。現在は、首都ソウルとともに代表的な韓国の観光地となっている。なお、朝鮮語では「島」と「道」は同じ発音と表記であるが、漢字においては「済州島（チェジュド）」と「済州道（チェジュド）」となる。

## 地理

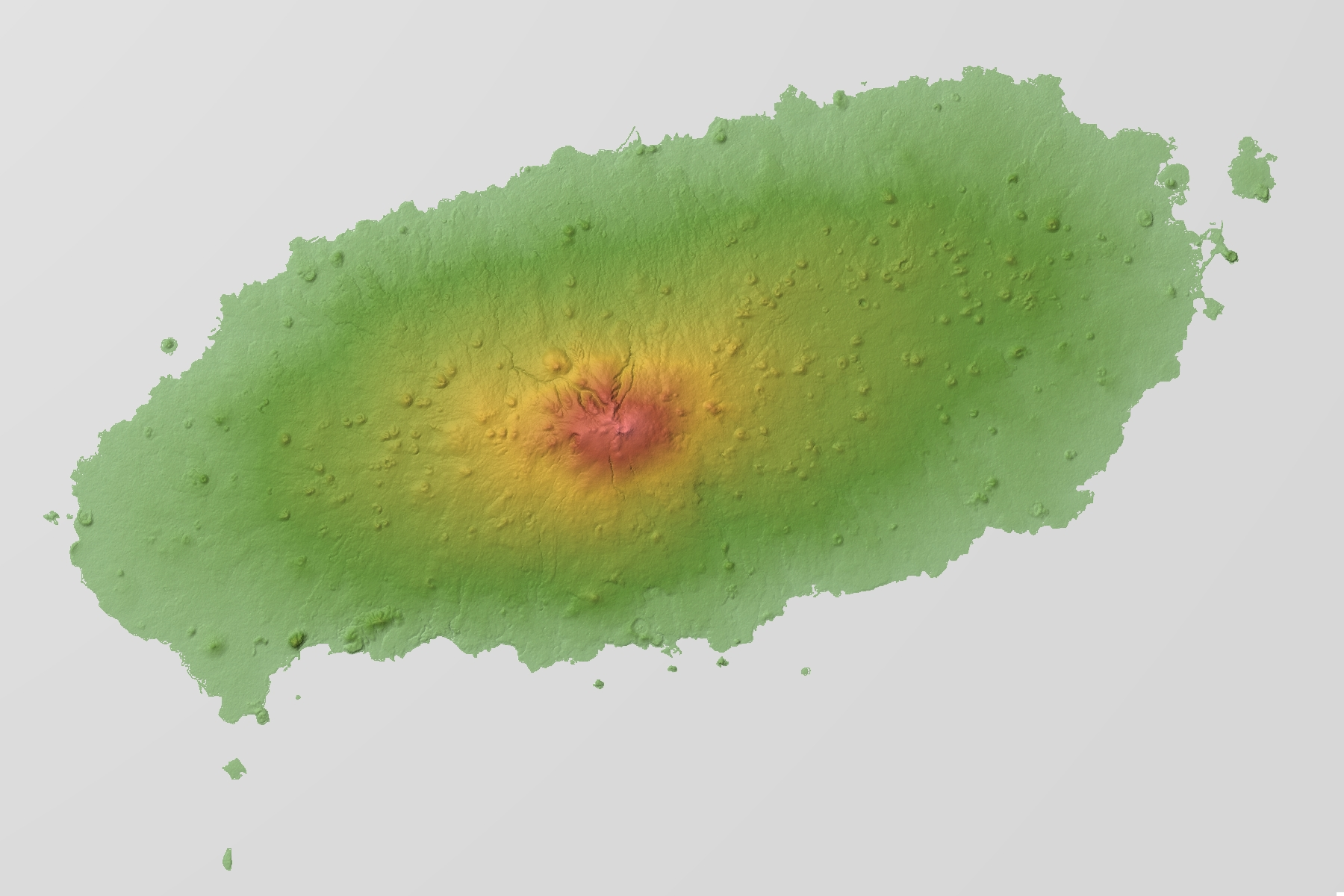
地形図
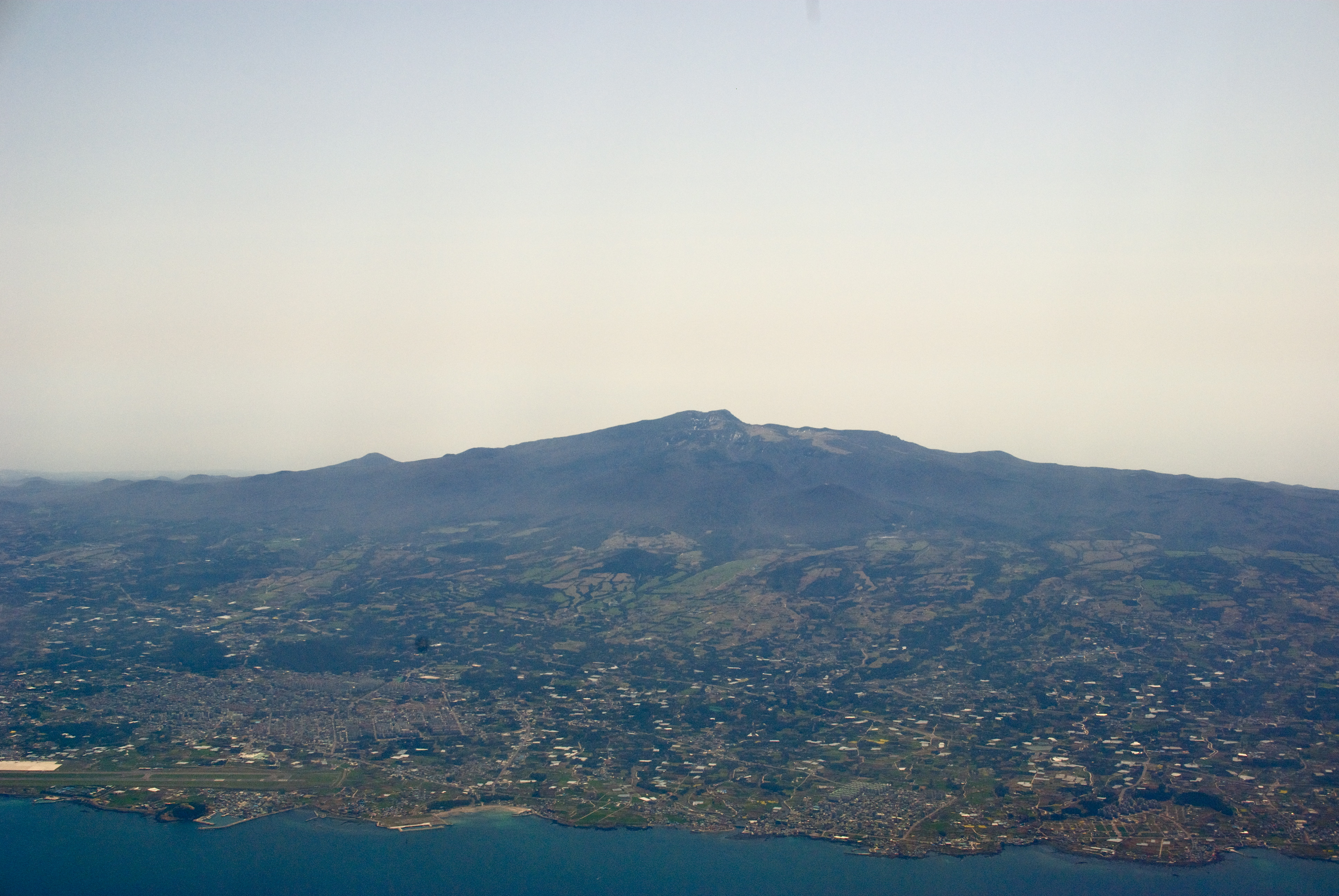
漢拏山
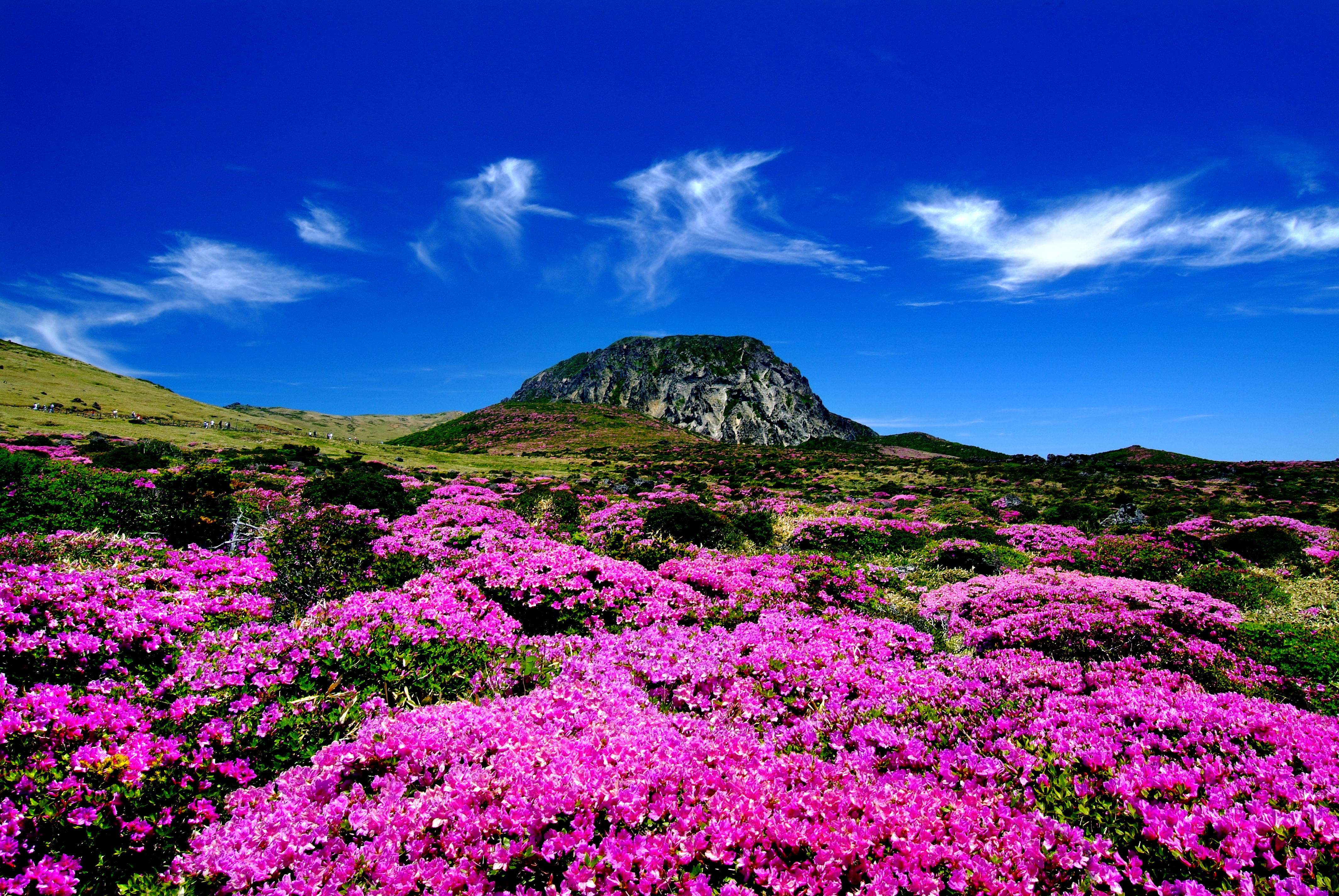
漢拏山の山頂を西から
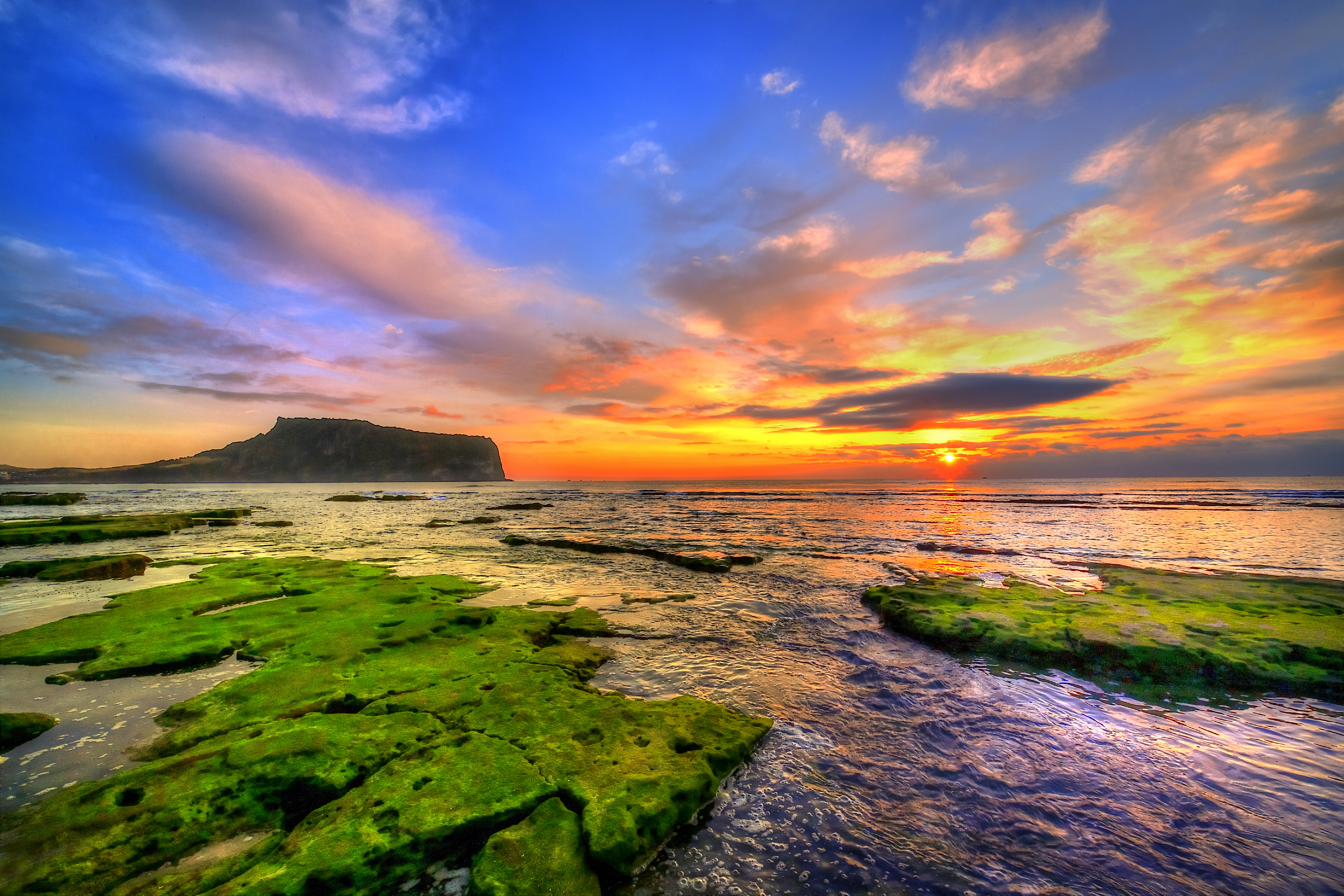
城山日出峰
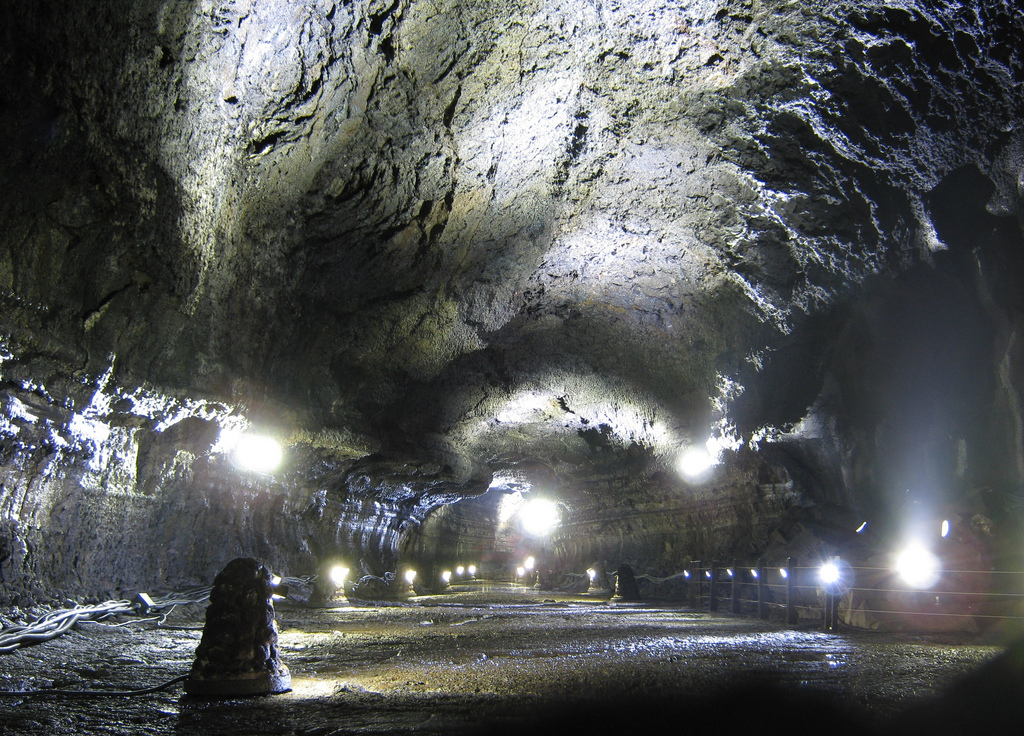
萬丈窟の溶岩洞
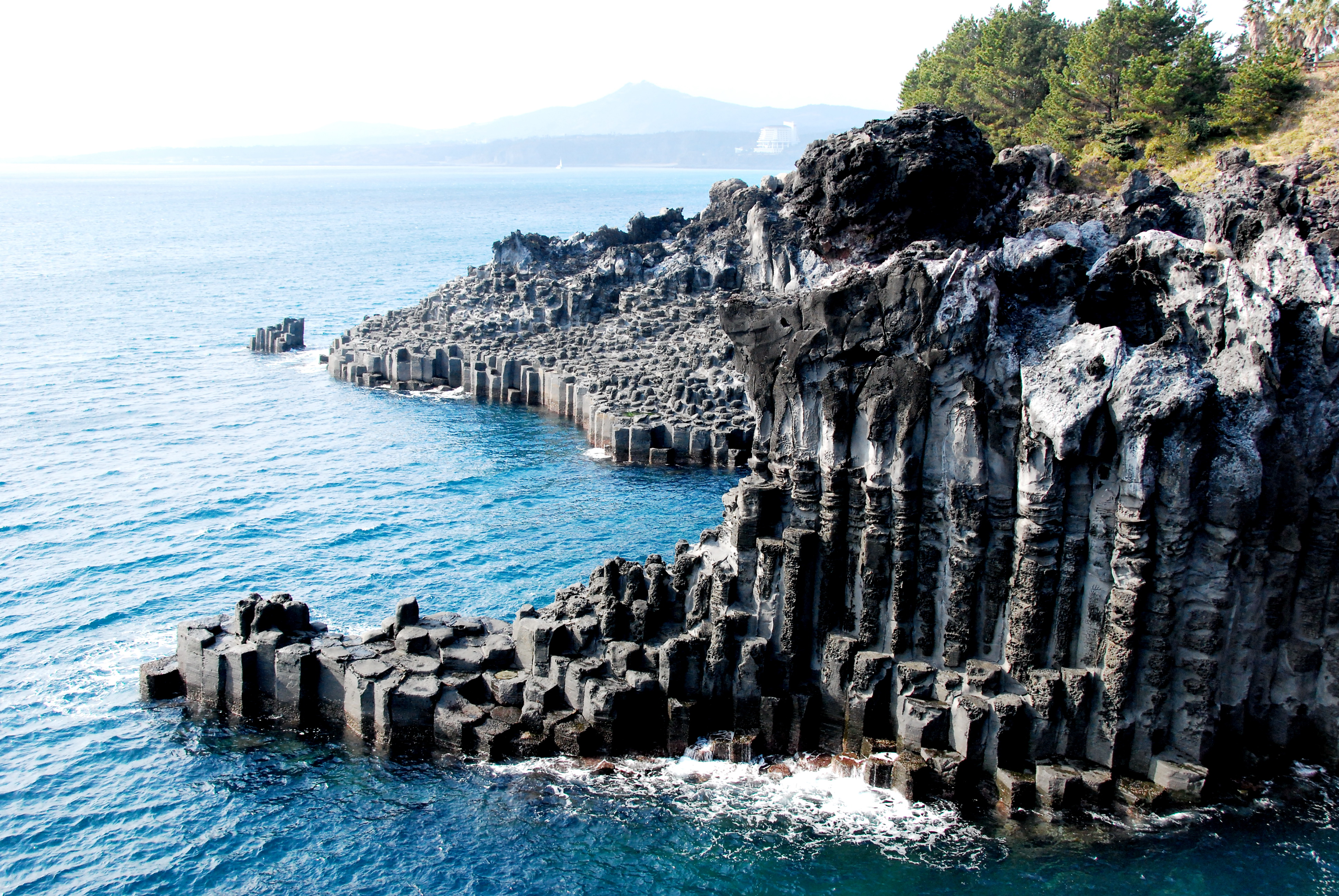
柱状節理の海岸

済州島は韓国の最南端に位置する楕円形をした火山島であり、同国で最大面積の島。
島の中心には標高1,950mの漢拏山がある。180万年前から火山活動が始まり、楯状火山の活動で島がほぼ形成され、その後、単成火山群が活動した。島内および海岸には360個以上の火砕丘が形成されている。岩質は主に玄武岩から成る。漢拏山は同国において最高峰であり、多くの登山客が訪れる。済州島は日本とも近く、最も近い長崎県の五島列島まで180kmほどの距離にある。
行政面では、済州特別自治道が置かれ、済州市が島の北半分を、西帰浦市が南半分を市域としている。

### 地形
島内には火山活動に由来する地形が多く残され、以下の3つが「済州の火山島と溶岩洞窟群」として2007年に世界遺産に登録された。
- 漢拏山
- 城山日出峰（朝鮮語版）： タフコーン
- 拒文岳溶岩洞窟系（朝鮮語版）： 万丈窟・金寧窟（朝鮮語版）・ベンディ窟（朝鮮語版）・龍泉洞窟・タンチョムル洞窟（朝鮮語版）

### 気候
島の周辺には暖流である対馬海流が流れているため、大陸性気候により冬の寒さが厳しい韓国の中では気候が最も温暖である。この気候を利用して、韓国で唯一のミカンの産地となっている。
しかし、冬になると半島部と同様の北西季節風の影響や島の中央に漢拏山がそびえる地形的要因により、非常に風が強く島の南北の気温差が大きい。この季節風により風下となる南側には、しばしばカルマン渦の雲が発生する。漢拏山の北側にある済州市は東京と同じくらいの寒さで（風が強いため、体感気温はさらに低い）、関東地方と同程度（年に1、2回以上）のまとまった降雪もある。一方、南部に位置する西帰浦市は1月の平均気温は6.8℃とより温暖な気候である。
- 済州市の極値
  - 最高気温：37.5℃（1942年7月25日）
  - 最低気温：-6.0℃（1977年2月16日）
  - 過去最深積雪：21.5cm（1959年1月18日）

| 済州市（済州地方気象庁）の気候                              | 済州市（済州地方気象庁）の気候 | 済州市（済州地方気象庁）の気候 | 済州市（済州地方気象庁）の気候 | 済州市（済州地方気象庁）の気候 | 済州市（済州地方気象庁）の気候 | 済州市（済州地方気象庁）の気候 | 済州市（済州地方気象庁）の気候 | 済州市（済州地方気象庁）の気候 | 済州市（済州地方気象庁）の気候 | 済州市（済州地方気象庁）の気候 | 済州市（済州地方気象庁）の気候 | 済州市（済州地方気象庁）の気候 | 済州市（済州地方気象庁）の気候 |
| 月                                                          | 1月                            | 2月                            | 3月                            | 4月                            | 5月                            | 6月                            | 7月                            | 8月                            | 9月                            | 10月                           | 11月                           | 12月                           | 年                             |
| ----------------------------------------------------------- | ------------------------------ | ------------------------------ | ------------------------------ | ------------------------------ | ------------------------------ | ------------------------------ | ------------------------------ | ------------------------------ | ------------------------------ | ------------------------------ | ------------------------------ | ------------------------------ | ------------------------------ |
| 最高気温記録 °C （°F）                                      | 23.6 (74.5)                    | 24.5 (76.1)                    | 28.1 (82.6)                    | 30.9 (87.6)                    | 33.1 (91.6)                    | 34.5 (94.1)                    | 37.5 (99.5)                    | 37.5 (99.5)                    | 34.4 (93.9)                    | 32.1 (89.8)                    | 26.7 (80.1)                    | 23.3 (73.9)                    | 37.5 (99.5)                    |
| 平均最高気温 °C （°F）                                      | 8.6 (47.5)                     | 9.9 (49.8)                     | 13.3 (55.9)                    | 18.0 (64.4)                    | 22.1 (71.8)                    | 24.9 (76.8)                    | 29.3 (84.7)                    | 30.1 (86.2)                    | 26.1 (79)                      | 21.6 (70.9)                    | 16.4 (61.5)                    | 11.0 (51.8)                    | 19.3 (66.7)                    |
| 日平均気温 °C （°F）                                        | 6.1 (43)                       | 6.8 (44.2)                     | 9.8 (49.6)                     | 14.2 (57.6)                    | 18.3 (64.9)                    | 21.7 (71.1)                    | 26.2 (79.2)                    | 27.2 (81)                      | 23.3 (73.9)                    | 18.6 (65.5)                    | 13.3 (55.9)                    | 8.3 (46.9)                     | 16.2 (61.2)                    |
| 平均最低気温 °C （°F）                                      | 3.7 (38.7)                     | 4.0 (39.2)                     | 6.6 (43.9)                     | 10.8 (51.4)                    | 15.0 (59)                      | 19.1 (66.4)                    | 23.7 (74.7)                    | 24.8 (76.6)                    | 20.9 (69.6)                    | 15.7 (60.3)                    | 10.4 (50.7)                    | 5.6 (42.1)                     | 13.4 (56.1)                    |
| 最低気温記録 °C （°F）                                      | −5.8 (21.6)                    | −6.0 (21.2)                    | −4.1 (24.6)                    | −0.2 (31.6)                    | 4.0 (39.2)                     | 9.2 (48.6)                     | 15.0 (59)                      | 15.8 (60.4)                    | 9.8 (49.6)                     | 5.5 (41.9)                     | 0.5 (32.9)                     | −3.6 (25.5)                    | −6.0 (21.2)                    |
| 降水量 mm （inch）                                          | 67.5 (2.657)                   | 57.2 (2.252)                   | 90.6 (3.567)                   | 89.7 (3.531)                   | 95.6 (3.764)                   | 171.2 (6.74)                   | 210.2 (8.276)                  | 272.3 (10.72)                  | 227.8 (8.969)                  | 95.1 (3.744)                   | 69.5 (2.736)                   | 55.6 (2.189)                   | 1,502.3 (59.146)               |
| 平均降水日数 （≥0.1 mm）                                    | 12.2                           | 10.2                           | 10.3                           | 9.4                            | 9.8                            | 11.7                           | 11.8                           | 13.2                           | 11.2                           | 6.7                            | 9.8                            | 11.5                           | 127.8                          |
| 平均降雪日数                                                | 7.2                            | 4.2                            | 1.0                            | 0.0                            | 0.0                            | 0.0                            | 0.0                            | 0.0                            | 0.0                            | 0.0                            | 0.4                            | 5.3                            | 18.1                           |
| % 湿度                                                      | 64.0                           | 63.3                           | 63.2                           | 64.8                           | 68.4                           | 77.9                           | 78.3                           | 76.2                           | 73.7                           | 66.4                           | 65.0                           | 64.1                           | 68.8                           |
| 平均月間日照時間                                            | 70.2                           | 110.0                          | 166.0                          | 196.5                          | 212.2                          | 159.7                          | 189.8                          | 195.1                          | 158.9                          | 173.3                          | 123.7                          | 79.1                           | 1,834.5                        |
| 出典：韓国気象庁 (平均値：1991年-2020年、極値：1923年-現在) |                                |                                |                                |                                |                                |                                |                                |                                |                                |                                |                                |                                |                                |

- 西帰浦市の極値
  - 最高気温：35.9℃（1966年8月3日）
  - 最低気温：-6.3℃（1977年2月16日）
  - 過去最深積雪：37.8cm（1963年1月25日）

| 西帰浦市（西帰浦気象観測所）の気候                          | 西帰浦市（西帰浦気象観測所）の気候 | 西帰浦市（西帰浦気象観測所）の気候 | 西帰浦市（西帰浦気象観測所）の気候 | 西帰浦市（西帰浦気象観測所）の気候 | 西帰浦市（西帰浦気象観測所）の気候 | 西帰浦市（西帰浦気象観測所）の気候 | 西帰浦市（西帰浦気象観測所）の気候 | 西帰浦市（西帰浦気象観測所）の気候 | 西帰浦市（西帰浦気象観測所）の気候 | 西帰浦市（西帰浦気象観測所）の気候 | 西帰浦市（西帰浦気象観測所）の気候 | 西帰浦市（西帰浦気象観測所）の気候 | 西帰浦市（西帰浦気象観測所）の気候 |
| 月                                                          | 1月                                | 2月                                | 3月                                | 4月                                | 5月                                | 6月                                | 7月                                | 8月                                | 9月                                | 10月                               | 11月                               | 12月                               | 年                                 |
| ----------------------------------------------------------- | ---------------------------------- | ---------------------------------- | ---------------------------------- | ---------------------------------- | ---------------------------------- | ---------------------------------- | ---------------------------------- | ---------------------------------- | ---------------------------------- | ---------------------------------- | ---------------------------------- | ---------------------------------- | ---------------------------------- |
| 最高気温記録 °C （°F）                                      | 20.7 (69.3)                        | 23.6 (74.5)                        | 23.8 (74.8)                        | 28.5 (83.3)                        | 30.4 (86.7)                        | 31.5 (88.7)                        | 35.8 (96.4)                        | 35.9 (96.6)                        | 34.8 (94.6)                        | 30.9 (87.6)                        | 28.0 (82.4)                        | 21.9 (71.4)                        | 35.9 (96.6)                        |
| 平均最高気温 °C （°F）                                      | 10.8 (51.4)                        | 11.8 (53.2)                        | 14.7 (58.5)                        | 18.6 (65.5)                        | 22.3 (72.1)                        | 24.7 (76.5)                        | 28.3 (82.9)                        | 30.1 (86.2)                        | 27.4 (81.3)                        | 23.5 (74.3)                        | 18.4 (65.1)                        | 13.1 (55.6)                        | 20.3 (68.5)                        |
| 日平均気温 °C （°F）                                        | 7.2 (45)                           | 8.2 (46.8)                         | 11.0 (51.8)                        | 15.0 (59)                          | 18.8 (65.8)                        | 21.8 (71.2)                        | 25.7 (78.3)                        | 27.2 (81)                          | 24.1 (75.4)                        | 19.6 (67.3)                        | 14.6 (58.3)                        | 9.4 (48.9)                         | 16.9 (62.4)                        |
| 平均最低気温 °C （°F）                                      | 4.1 (39.4)                         | 4.8 (40.6)                         | 7.5 (45.5)                         | 11.6 (52.9)                        | 15.8 (60.4)                        | 19.5 (67.1)                        | 23.8 (74.8)                        | 24.9 (76.8)                        | 21.5 (70.7)                        | 16.4 (61.5)                        | 11.2 (52.2)                        | 6.2 (43.2)                         | 13.9 (57)                          |
| 最低気温記録 °C （°F）                                      | −6.4 (20.5)                        | −6.3 (20.7)                        | −4.4 (24.1)                        | 0.2 (32.4)                         | 7.2 (45)                           | 11.9 (53.4)                        | 14.8 (58.6)                        | 16.8 (62.2)                        | 12.2 (54)                          | 6.8 (44.2)                         | 0.0 (32)                           | −4.1 (24.6)                        | −6.4 (20.5)                        |
| 降水量 mm （inch）                                          | 60.7 (2.39)                        | 77.9 (3.067)                       | 130.3 (5.13)                       | 187.0 (7.362)                      | 223.6 (8.803)                      | 267.6 (10.535)                     | 275.8 (10.858)                     | 315.7 (12.429)                     | 208.8 (8.22)                       | 100.4 (3.953)                      | 86.2 (3.394)                       | 55.6 (2.189)                       | 1,989.6 (78.331)                   |
| 平均降水日数 （≥0.1 mm）                                    | 9.8                                | 9.6                                | 10.5                               | 10.1                               | 10.7                               | 12.8                               | 13.8                               | 14.3                               | 10.9                               | 5.8                                | 8.1                                | 8.9                                | 125.3                              |
| 平均降雪日数                                                | 3.8                                | 2.4                                | 0.8                                | 0.0                                | 0.0                                | 0.0                                | 0.0                                | 0.0                                | 0.0                                | 0.0                                | 0.1                                | 3.1                                | 10.2                               |
| % 湿度                                                      | 63.0                               | 62.5                               | 62.4                               | 65.2                               | 70.6                               | 80.7                               | 86.1                               | 80.9                               | 73.6                               | 64.8                               | 64.7                               | 63.2                               | 69.8                               |
| 平均月間日照時間                                            | 153.5                              | 157.4                              | 185.8                              | 196.5                              | 203.5                              | 136.3                              | 144.8                              | 187.7                              | 174.7                              | 208.8                              | 166.8                              | 158.8                              | 2,074.6                            |
| 出典：韓国気象庁 (平均値：1991年-2020年、極値：1961年-現在) |                                    |                                    |                                    |                                    |                                    |                                    |                                    |                                    |                                    |                                    |                                    |                                    |                                    |

### 生物相
島内の生物地理学的地域は主に高山針葉樹林、温帯広葉樹林、暖温帯常緑照葉樹林、温帯草原の4つの生態系に分けられる。島と周辺の海域には絶滅危惧種の生物が多く生息しており、134種の韓国固有種の植物と103種の動物が島内に分布している。134種の韓国固有種の植物のうち、90種が済州島固有種の植物であり、特に漢拏山の頂上一帯には28種の韓国または済州固有種の植物が分布している。特徴的な動植物は スズメダイ、セスジネズミ、チェジュサンショウウオ、オシドリ、マンキュアや在来種の馬の済州馬、島の沿岸に定住するミナミハンドウイルカなどがあり、トド、クロツラヘラサギ、ヤイロチョウ、イヌワシ、ハヤブサ、クロハゲワシ、トビ、サンコウチョウ、アオウミガメ、ジムグリガエル、ヤマシャクヤク、シナミズニラなどの絶滅危惧種の動植物も見られる。
済州島は2002年にユネスコの生物圏保護区に指定され、ムリョンアリオルム、ムルジャンオリオルム、海抜1100湿地、冬栢東山湿地、スムンムルベンディの5か所の湿地はラムサール条約に登録された。

## 歴史

### 耽羅国三姓神話

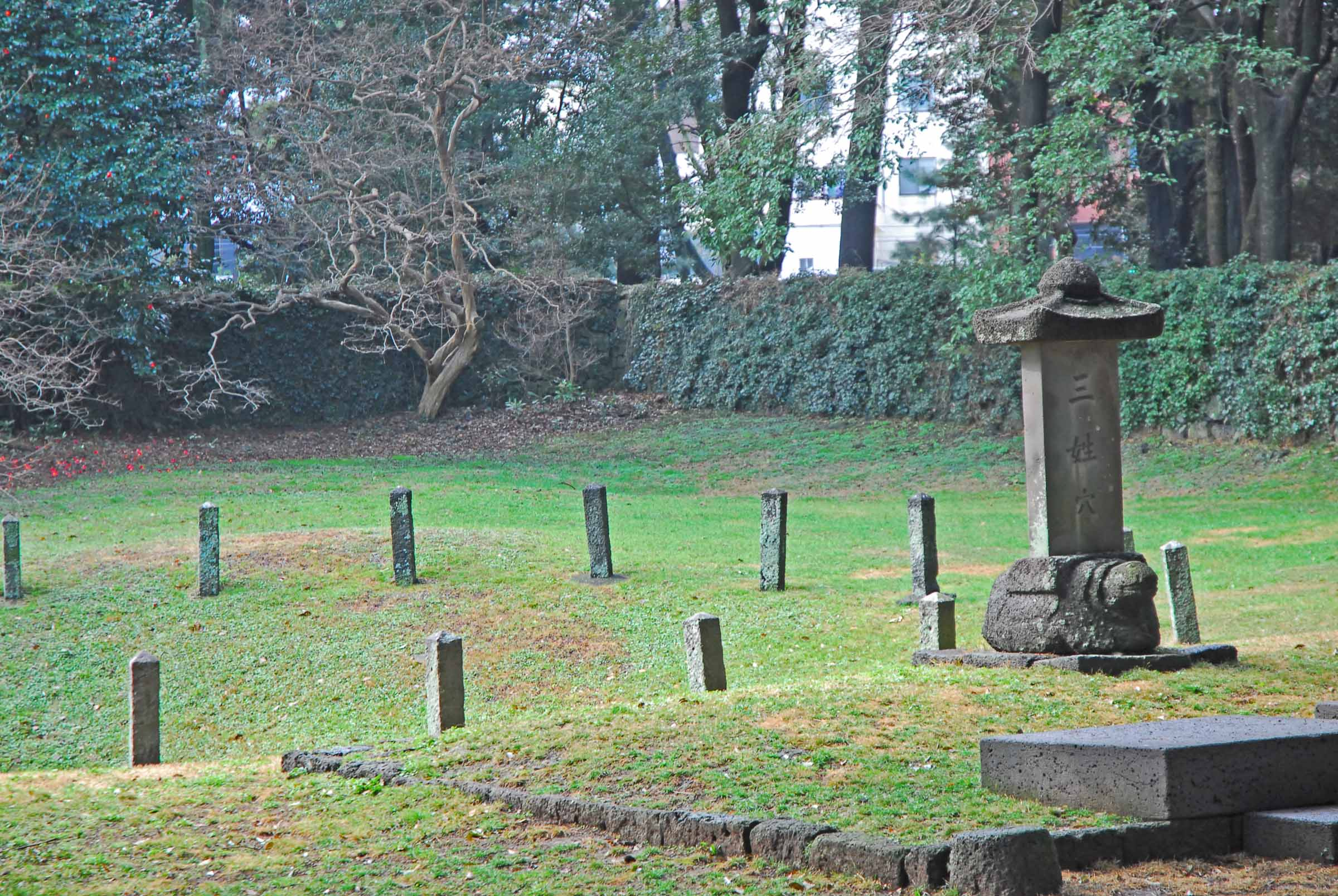
三姓穴

済州島には、「三姓神話」という建国神話がある。『高麗史』『世宗実録地理志』にはおよそ次のような内容で表されている。瀛州（ヨンジュ）と呼ばれ、未だ人の住まない太古の済州に高・梁・夫の三兄弟の神人がいた。ある日、漢拏山から遠くの海を眺めていたところ、東方から流れてくる木の箱を発見した。開けてみると、箱の中には東国の碧浪国（へきろうこく）から来た紅帯紫衣の使者と美しい3人の姫と駒と馬と五穀が入っていた（碧浪国について、『高麗史』『南槎録』『耽羅志』は日本国として、日本から来た娘としている）。三兄弟の神人は、彼女たちを妻として迎え、年齢順に住処を定めて暮らすようになった。その後、三兄弟の神人の子孫たちは、産業と五穀の栽培を始めて集落をつくるようになり、約900年後に皆の人望を集めた高氏を王として、初めて「タクラ」という王国が成立した。

### 耽羅国

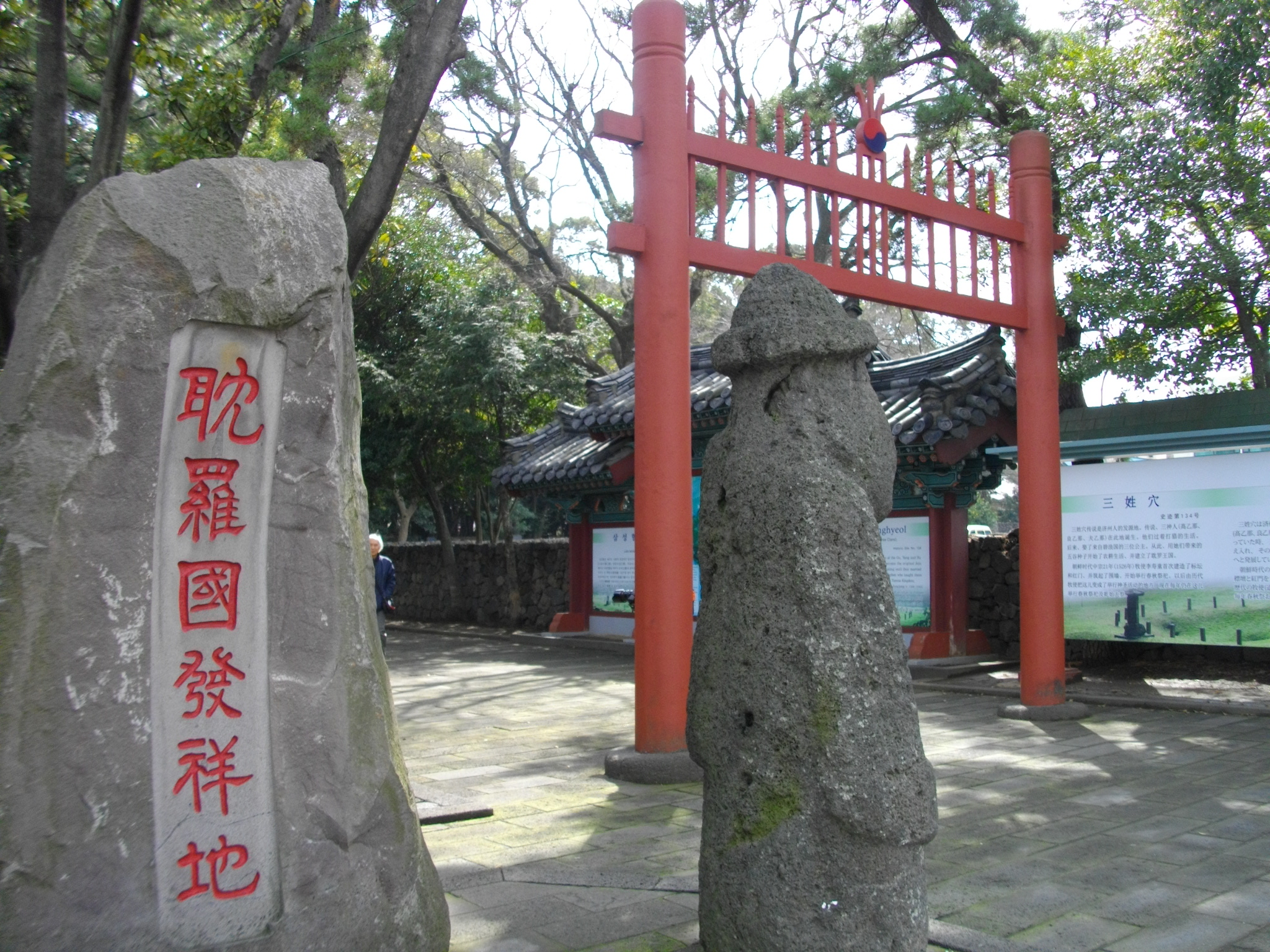
「耽羅国発祥地」の碑

三国志に現れる3世紀の州胡を済州島人（耽羅民族）に比定する説がある。その後、耽羅国が成立し、4世紀頃には百済に朝貢していた。
新羅の朝鮮半島統一後は、主に新羅に朝貢するようになったが、日本へも朝貢を行い、日本からも使節が派遣されるなど独自の外交を行った（遣耽羅使）。
『三国志』『後漢書』によれば、耽羅国の言語は韓とは言語が異なるものであったと述べている。

### 高麗朝時代・独立喪失
高麗初期までは事実上の独立国であった。しかし、高麗時代の1105年に肅宗在位期間に耽羅郡として直轄領として組み込まれ、独立国ではなくなった。さらには、1214年の高宗在位期間に「海の向こう側の大きな郡」という意味から「済州」と呼ばれるようになった。 
元に対して抵抗した三別抄の残党は、済州島を最後の拠点として立てこもった。しかし、反乱は1273年に元・高麗軍によって鎮圧され、済州島は元の直轄地に組み込まれた。趙仁規の交渉によって1294年に高麗に返還された後も、盗賊、王族や官吏、僧侶といった、流刑となった「罪人」の配流先とされた。
元が済州に牧場を設けたため、以後の済州は馬産地になり、また元からの移住者およびその子孫は牧子と呼ばれた。

### 朝鮮時代・出陸禁止令
1392年から始まった朝鮮王朝の時代には、朝鮮八道の一つである全羅道に組み込まれ、済州島になり、完全に中央政府の指揮を受ける行政区域となった。朝鮮時代には江華島と並ぶ流刑地の一つでもあり、主に政争で負けた王族や両班が流刑にされている。朝鮮時代には高麗時代よりも流刑先として本格利用され、王族や外戚、両班や学者、盗賊や国境を越えようとした者といった様々な罪人が送られた。首都漢陽より遠い地に送られるほど罪が重いとされたため、最も遠い流刑地として利用された。第15代朝鮮王の光海君も流刑を受け、済州島で死亡している。
仁祖は1629年に済州道の住民が本土に移住することを禁じる出陸禁止令を下した。これは日本統治時代の1923年に解除された。1653年にオランダ東インド会社の船員ヘンドリック・ハメルらが乗船する「デ・スペルウェール」(De Sperwer) 号が漂着した。
15世紀の済州には船に居住して海産物を採る海民が存在し、本土の海岸まで出ていくものがあり、一部は海賊化した。
19世紀の後期には日本漁船の島の周辺海域への進出とそれに伴う漁民間の衝突が日朝間の政治問題となった（朝鮮出漁）。
1896年には全羅道の南北分割により、済州島は全羅南道に属することとなった。

### 日本統治時代・出陸禁止令解除
1910年の韓国併合で大日本帝国の領土となり、1945年まで朝鮮総督府によって統治されていた。
1915年、「済州」から済州島に改称された。
1922年、島と大阪をつなぐ直行便「君が代丸」が就航した。
1923年、朝鮮王の仁祖によって1629年から行われていた済州道住民の島外への出陸禁止令が解除された。
君が代丸就航後、多くの島民が日本内地へ渡航し、彼らが集住した猪飼野周辺には後の生野コリアタウンの原型が形作られていった。

### 「済州道」の設立、済州島四・三事件による大韓民国への編入
日本の降伏後、連合国占領軍の到着が朝鮮本土に比べて遅れた島内は、朝鮮建国準備委員会の済州島支部を起源とする人民委員会が統治を担った。1946年に全羅南道から分離し、済州道となった。
しかし、政策を巡って人民委員会と米軍政庁は1947年から対立を深めた。そして、1948年4月3日には朝鮮の南北分断を固定するとの理由から、南朝鮮単独での総選挙実施に反対する過程で済州島四・三事件が発生し、少なくとも3万人の島民が南朝鮮国防警備隊やその後身の大韓民国国軍、西北青年会などの民間右翼など李承晩支持派の韓国人によって虐殺された。この事件は、朝鮮半島の南北支配戦争の渦中で済州島のみは島民だけで今後の行方を決めようとする運動を、北側の介入と見て南側の軍部や自警団が抹殺したものである。結果として済州島は大韓民国に組み込まれた。

### 済州島四・三事件以降の済州島・外国人向け観光地時代
四・三事件で無関係の島民を含む3万人が犠牲になった。そのため、当時に日本へ密航した在日韓国・朝鮮人の出身地として済州島の出身者が多い。
1961年の5・16軍事クーデターで実権を握った朴正煕の下で、島の観光開発が進められた。
韓国政府によって、韓国観光公社から「南の楽園」と宣伝された外国人向けの観光地となっており、1988年ソウルオリンピックのときも日本のパスポートでも韓国入国にはビザが必要であったが、済州島のみノービザとなっていた。2006年3月1日から日本と韓国は、相手国の短期滞在者へのビザを相互に免除措置を開始した。

### 済州特別自治道以後
2006年7月1日に現名称である「済州特別自治道」に変更された。済州島民の多くは、本人または親族が四・三事件で被害を受けたため、現在は四・三事件の真相解明に積極に取り組んでいる韓国の革新系政党の地盤の一つである。
2018年には、イエメンから済州島に来た561人のうち552人が難民申請する事態に反対の世論が巻き起こった。韓国国民から政府に対して、難民拒否を求める請願には2017年に韓国大統領府が請願サイトを開設して以降、最多の約70万を超える署名が集まった。その後もソウルでも反対抗議集会が起きるなど議論の的となっている（後述）。

## 文化・生活・産業

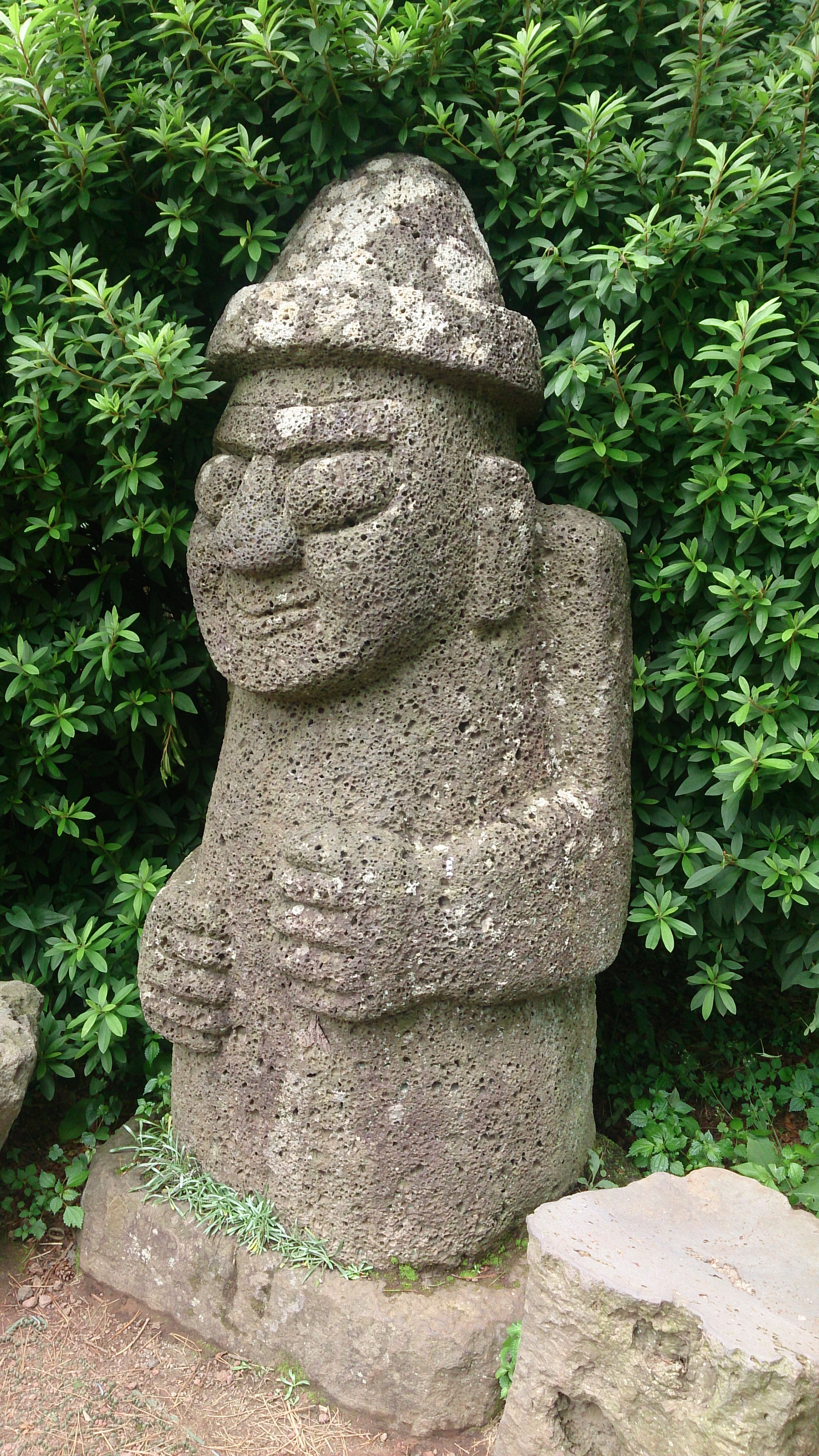
済州島のシンボル、トルハルバン

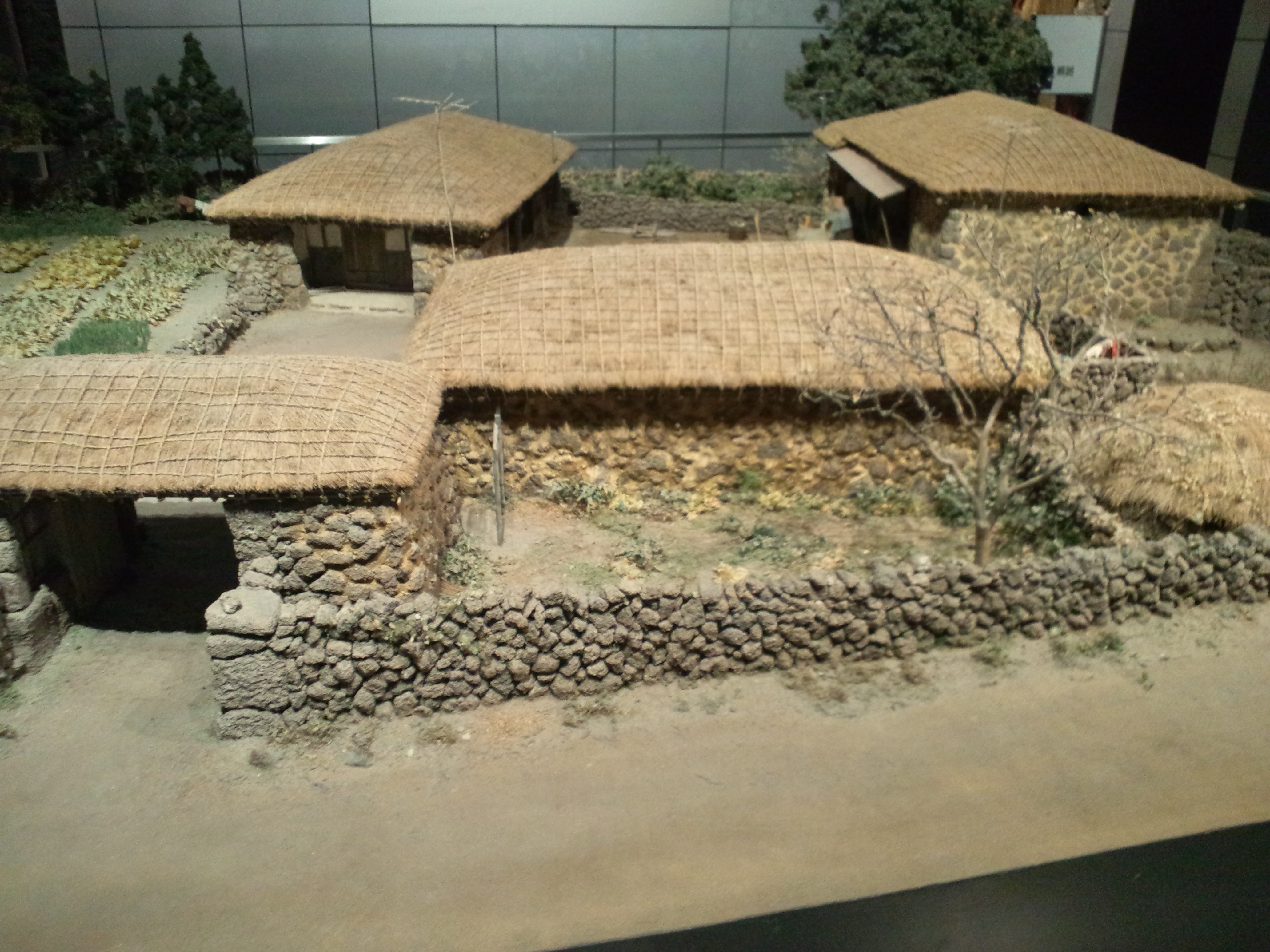
済州島の民家の模型。強風に備えて石垣を築き、屋根は縄で縛る。（吹田市・国立民族学博物館）

人種的に本土の朝鮮半島の住民と大きな違いはないが、離島としての独自の方言、文化、風習が発達している。

### トルハルバン
トルハルバン（石じいさん）は、1754年に最初に作られた。もともと朝鮮時代の行政区域である3つの郡・県のそれぞれの東・西・南門の入口に立てられ、村の災厄を追い払う守護神（道祖神）であった。現在は済州島のシンボルとして各地に立てられ、土産物としてトルハルバンを模した置物が製作・販売されている。

### 海女
海女は15歳以上の女性が従事する伝統的な職業で、設備を使わずに海に潜んで魚介類を捕る職業としては韓国で唯一のものである。2010年の時点で、済州島には4,996人の海女が住んでいた。2016年にユネスコの無形文化遺産に登録された。

### ミカン栽培
済州島はミカン栽培が主要産業となっている。現在作られている系統のみかんは1911年に持ち込まれた記録があるが、本格的に済州島でみかん栽培が普及したのは、在日韓国人らが日本から持ち込んだ1960年代のことである。出身が済州島であった在日韓国人が郷土の貧困を憂いて、無断で和歌山県や静岡県など日本の苗木を島に送ったが、気候に合わなかった。これが済州島とみかんの最初の関わりである。最終的に九州の苗木が育つと判明し、現在のような全島ミカン畑が誕生した。
東洋経済日報によると、在日韓国人によって日本から持ち込まれたミカンの木1本で、大学まで子女進学させるための学費を出せるほど「ミカン長者」が続出した。済州島農業技術院の関係者は「1970年代には在日韓国人が日本産みかんの苗木を韓国に持ち込むと称賛を受けた」と説明している。2012年に韓国では国際植物新品種保護同盟の保護義務がすべての品種に拡大され、外国で開発されたものも対象となった。以後、加盟国での新品種にはロイヤリティの支払い義務が発生し。2018年に晩柑類の「みはや」と「あすみ」が品種登録された際には、違法に流通していた苗木から作られた果実が出荷停止となった。韓国農村振興庁農業技術院は、外国開発の品種のロイヤリティ無視の利用に「注意が必要」とコメントしている。
島のミカン産業は、在日韓国人が日本から持ち込んだ品種と栽培手法が起源である。しかし、民団団長によると、日本で働く済州島出身の弁護士すら知らないほど、済州島のみかんの起源が韓国国内では認知されていない。2020年時点でも栽培品種の94%が日本由来であり、古くに開発された品種がほとんどである。

## 交通
島の北、済州市の市街地に隣接して済州国際空港がある。日本国内からは成田国際空港・関西国際空港との間に直行便があり、大韓航空、ティーウェイ航空が就航している。その他の日本国内から済州国際空港へ行く場合には、ソウル金浦国際空港か、釜山金海国際空港を経由するのが一般的である。
海運面では、釜山と木浦との間にフェリーが就航しているほか、島内の陸上交通は路線バスが多数運行されている。今日鉄道は存在しないが、1929年から1931年にかけての短期間、済州島循環軌道（人車軌道）が存在した。

## 軍事
大韓民国海軍は2006年現在、済州島に新たに海軍基地を建設中である。基地建設後は、独島級揚陸艦と計画中の最新鋭潜水艦を集中配備させ、済州島に機動艦隊用前進基地を建設する予定となっている。

## 観光
ゴルフ場やカジノなどの観光・娯楽施設が多数あるほか、海産物なども豊富なため、韓国国内のみならず、日本などからも多くの観光客が訪れる。かつては外国人観光客の多くを日本人が占めたが、近年は外国人に対するビザ特例措置（済州島のみを訪問する場合、観光ビザ免除）もあり、中国人観光客が急増している。2007年、世界自然遺産に選定された済州の火山島と溶岩洞窟群は、2011年に韓国国民の熱心な活動により、新世界七不思議財団によって新・世界七不思議 自然版に選定された。

### 済州島ジオパーク
2010年、済州島全域が「済州島ジオパーク」として世界ジオパークネットワーク（GGN）に加盟認定された。2013年8月には、日本の島原半島ジオパークと姉妹提携が結ばれている。また、同年9月にはアジア太平洋ジオパークネットワーク（APGN）の第3回シンポジウムが開催された。

## 経済
済州島の最大の産業は観光業であり、製造業は小規模である。済州島の主要企業には、カカオ、ネオプル、済州半導体、ソカル、LTエンターテインメント、ロッテ観光開発などがある。

## 難民流入問題
イエメン内戦を逃れた難民が相次いでビザ不要のマレーシアに逃れたものの、マレーシアでは滞在期間の延長が許可されなかった。このため、2017年12月にマレーシアからの直行便が就航し、観光を活性化するべく多くの外国人に対して一定期間の滞在であればビザを不要としていた済州島が次の目的地となり、2018年4月ごろより済州島にイエメン難民が増加しはじめた。
2017年に難民申請を行ったイエメン人は42人であったが、2018年は約半年間で561名が入国し、そのうち519人が難民申請を行った。4月30日には難民申請者に対して済州出入国・外国人庁が島から出ることを制限する措置を行い、難民審査が終わるまでは韓国本土に渡ることができなくなった。6月1日には韓国外交部がビザ不要の地域からイエメンを除外した。
こうした難民の急激な増加に韓国政府は特別就労許可を出すなど対応したものの、韓国国内からは否定的な世論が巻き起こり、大統領府には難民申請許可の廃止を求める国民請願が提案され、20万人以上の賛同を得た。一方で韓国もかつては済州島四・三事件の際に難民を出した経緯があるため、国際社会に恩返しするために受け入れ体制を整えるべきという主張も見られる。難民申請者がSNSで銃を持った写真を掲載していたことが問題視されたが、イエメンの文化では勇猛さのアピールとして武器と一緒に撮影することがあると韓国政府は見解を述べ、難民認定に関する問題とはならなかった。
その後は難民申請の放棄などもあり、最終的に申請を行ったイエメン人は481人で、2018年9月中旬には、人道的配慮として未成年者や妊婦、負傷者など23人のイエメン人が滞在を認められた。2020年2月までに3人が難民認定され、443人が就労することができる人道的滞在許可となっている。

## 関連人物

### 出身者
- 高権三（歴史・政治学者）
- 呉善花
- チェ・ホンマン
- アンミカ
- ソユ（SISTAR）
- スングァン（SEVENTEEN）
- ベクホ（NU'EST）
- ミミ（OH MY GIRL）
- ダヨン（宇宙少女）
- ヘチャン（NCT）
- ジョイ（Red Velvet）
- ジェイ（iKON）
- ハンニョン（THE BOYZ）
- チャン（A.C.E）
- イ・ウンサン（元X1）
- リズ（IVE）
- 姜在彦（朝鮮史・思想学者）
- 金田森男（プロボクサー）

## 島内風景

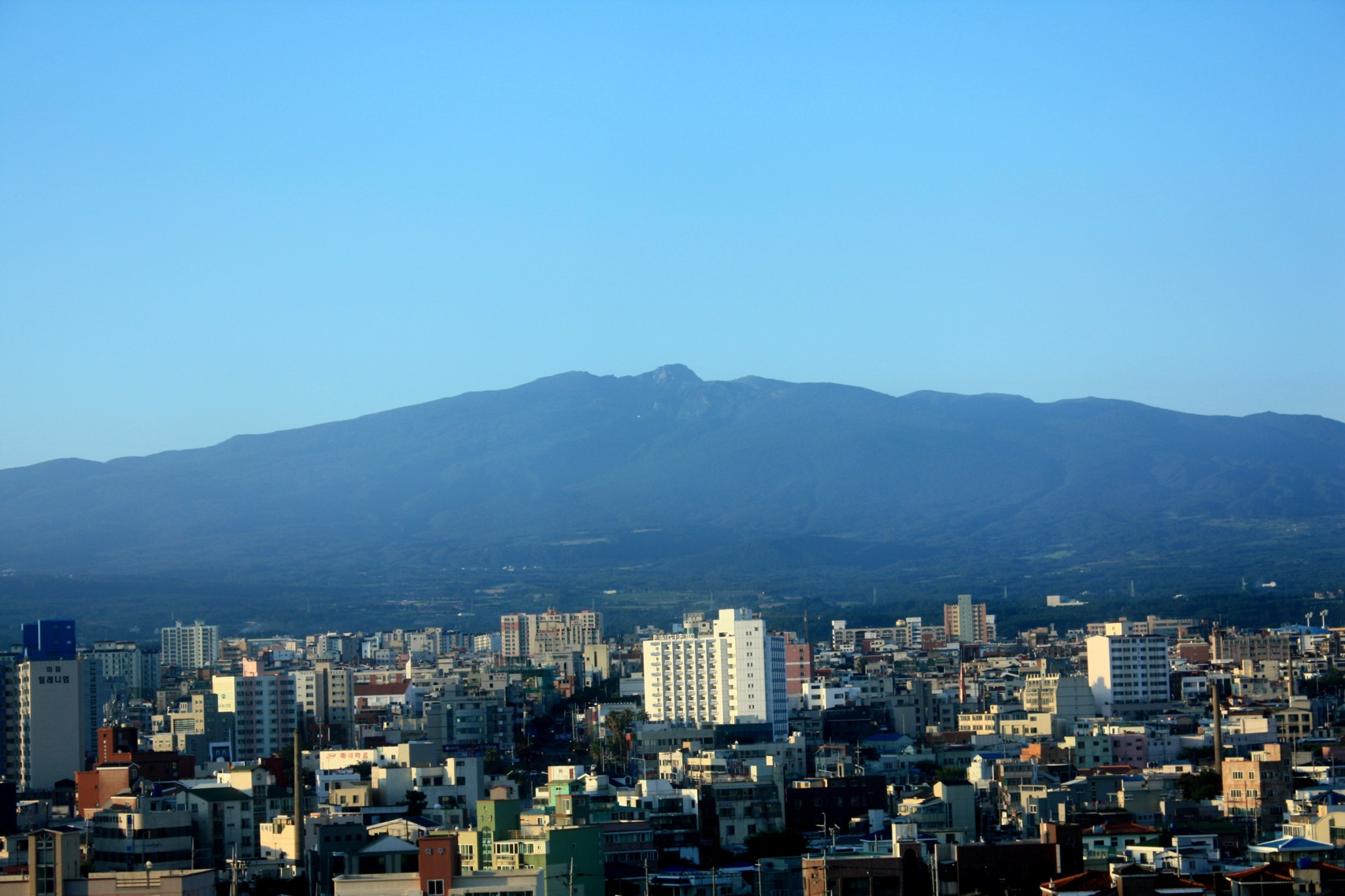
済州市街地と漢拏山
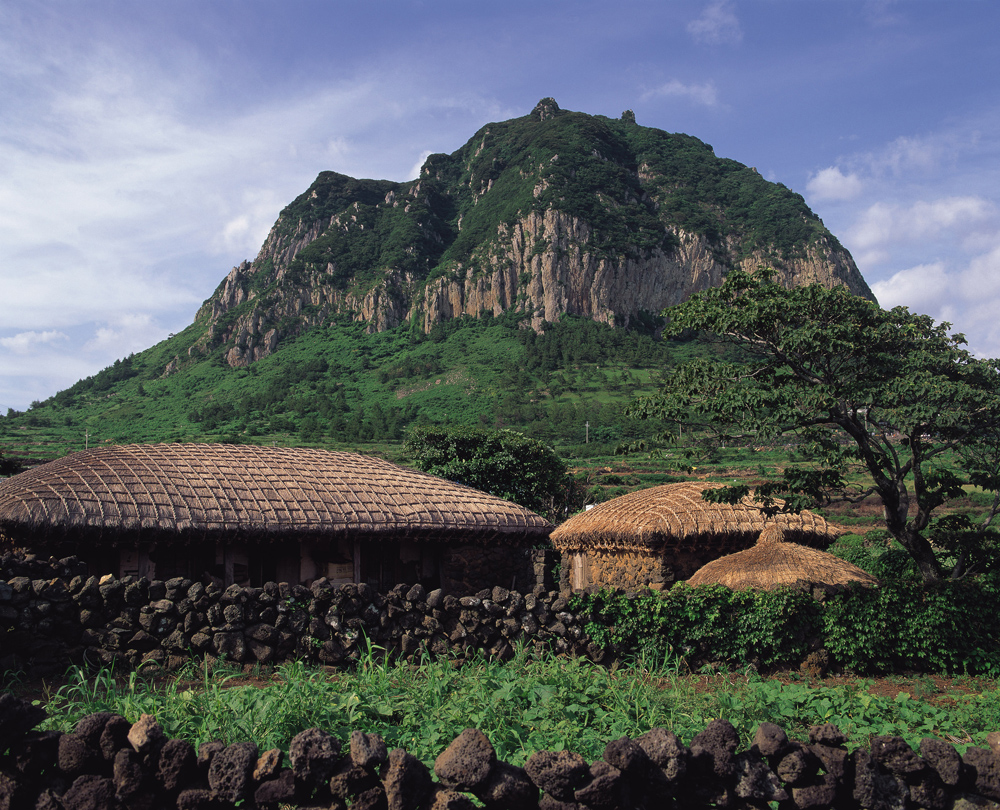
山房山（朝鮮語版）溶岩ドーム
城山日出峰から
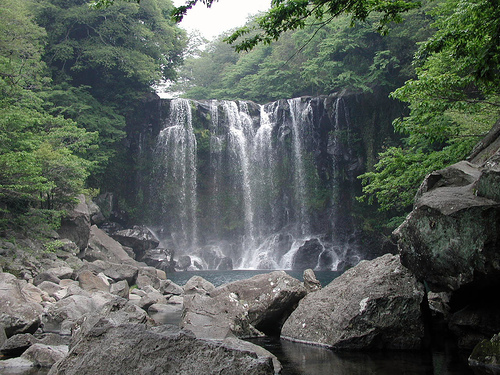
天帝淵瀑布
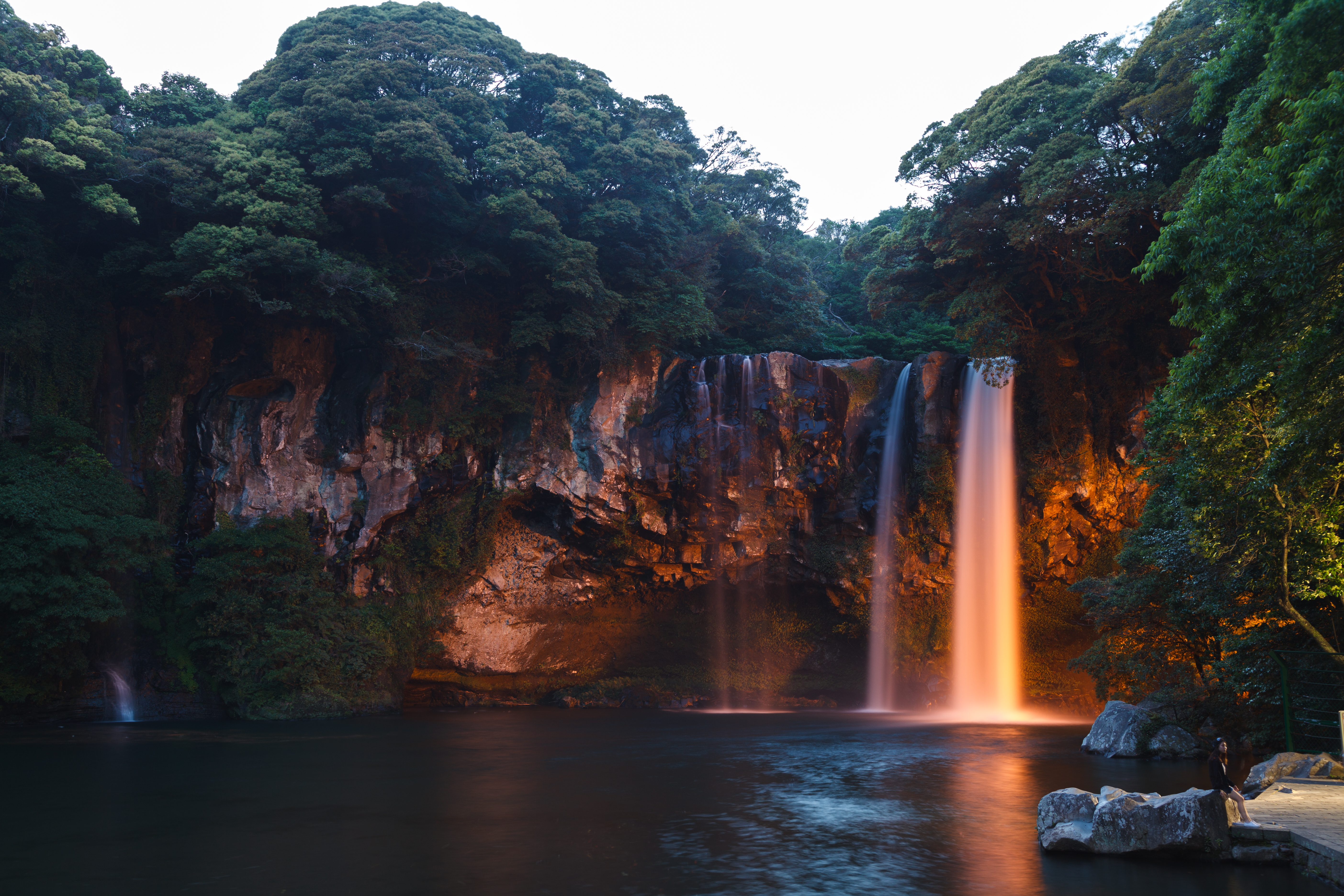
天地淵瀑布
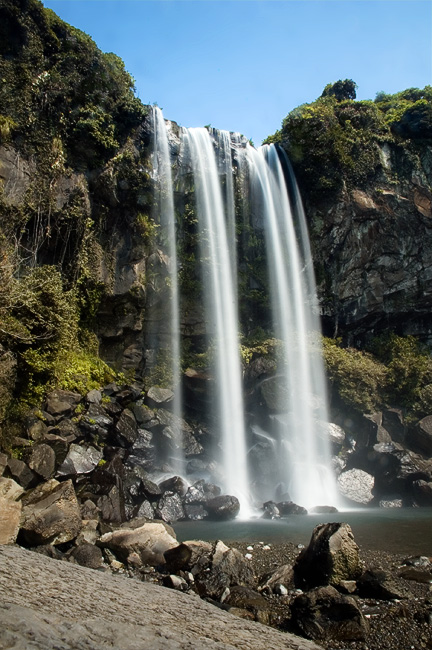
正房瀑布
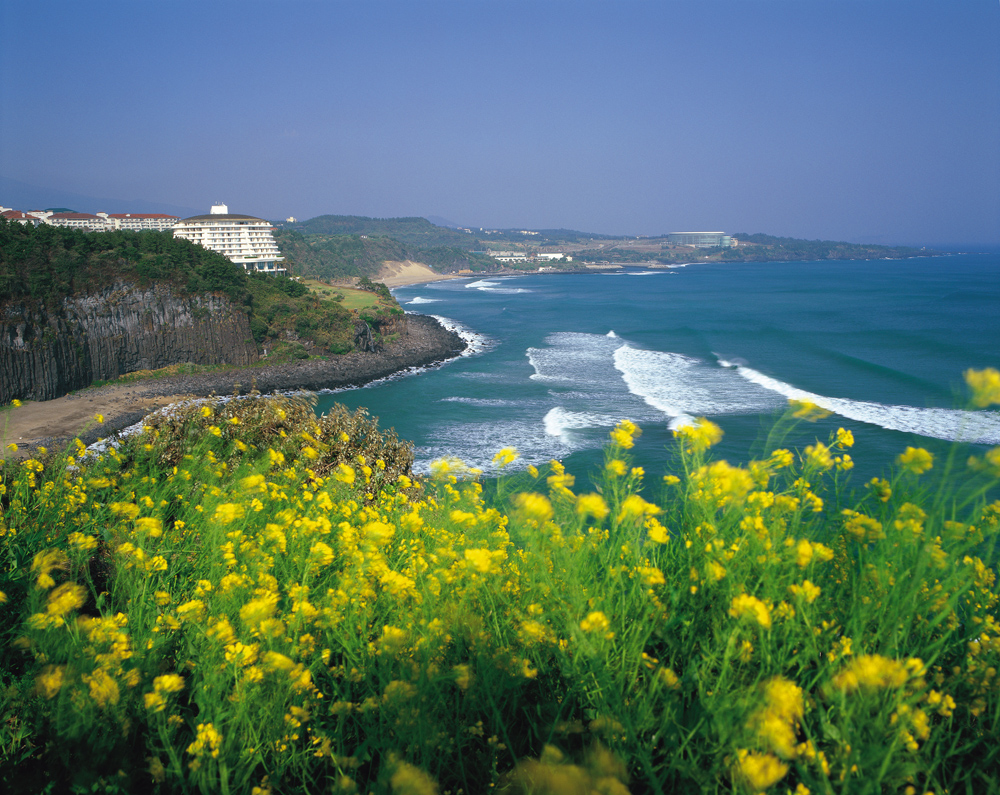
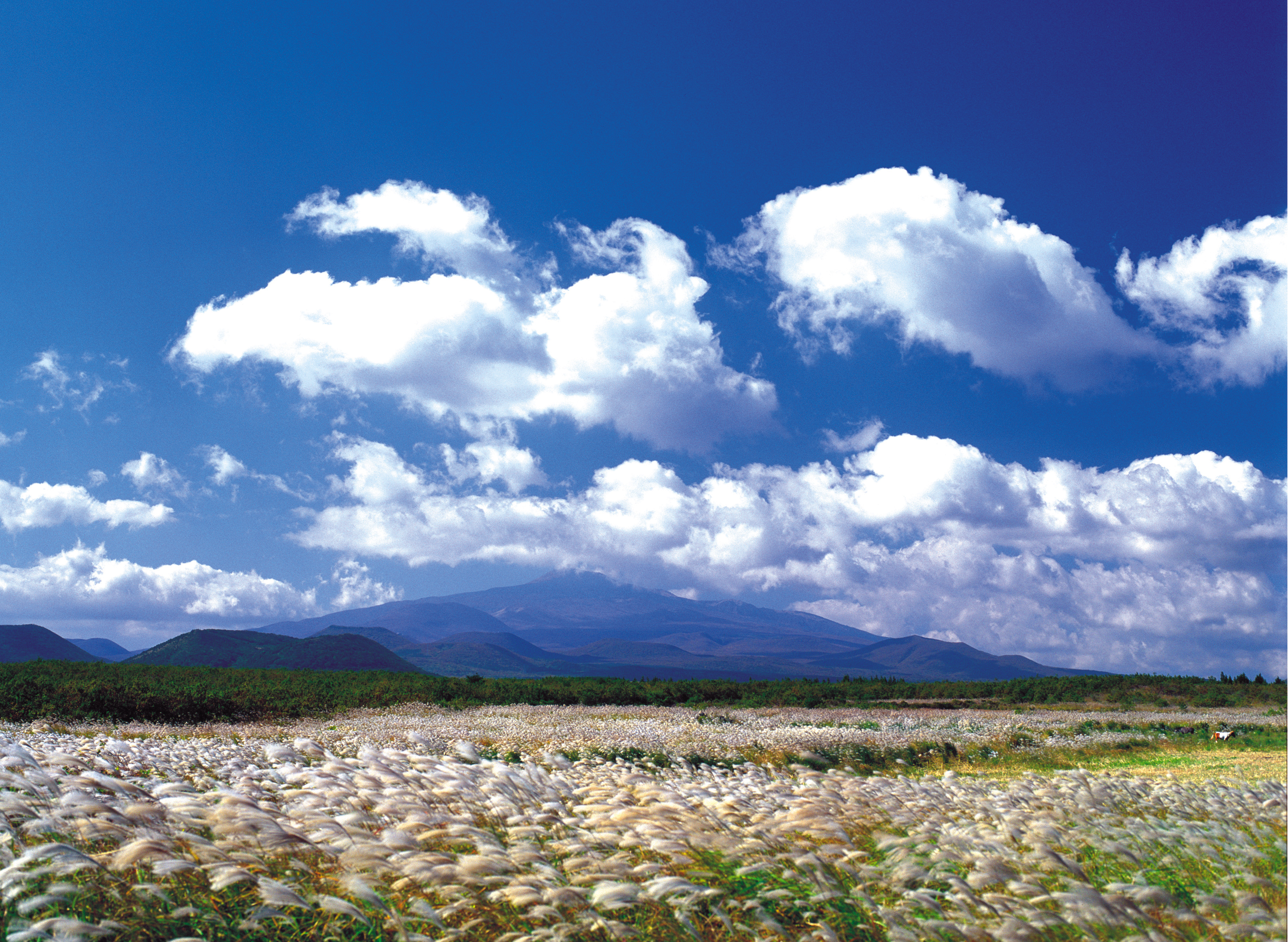
漢拏山山麓
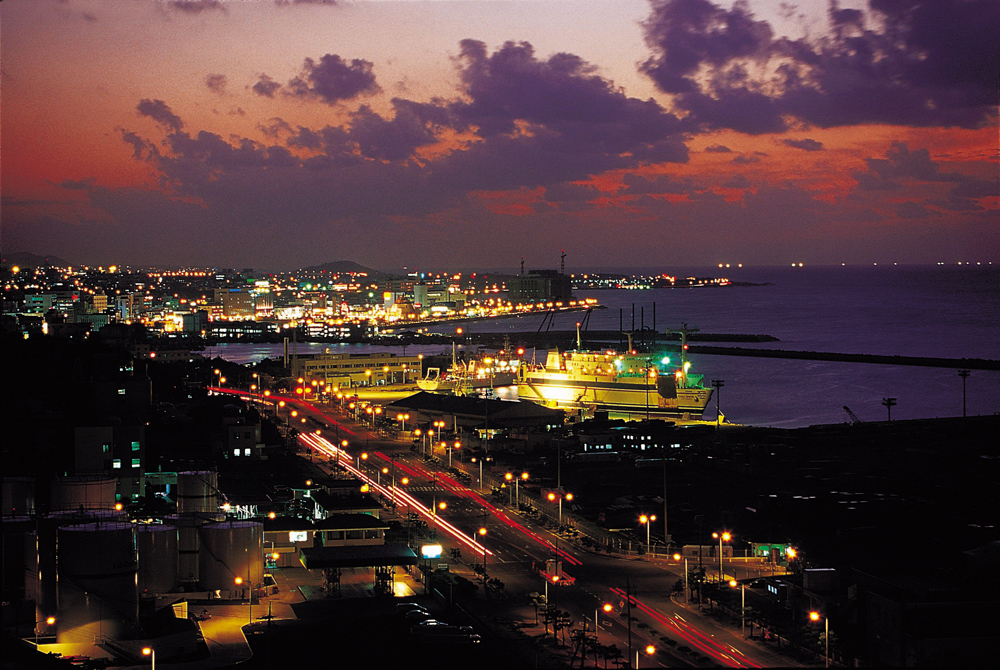
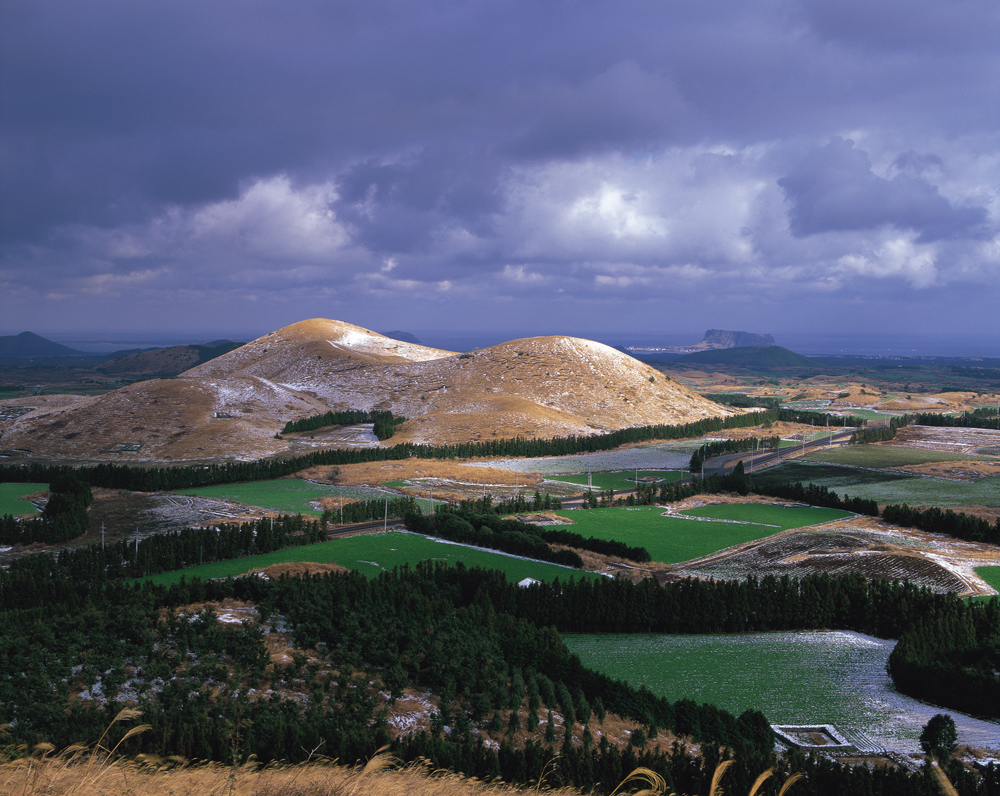
火砕丘
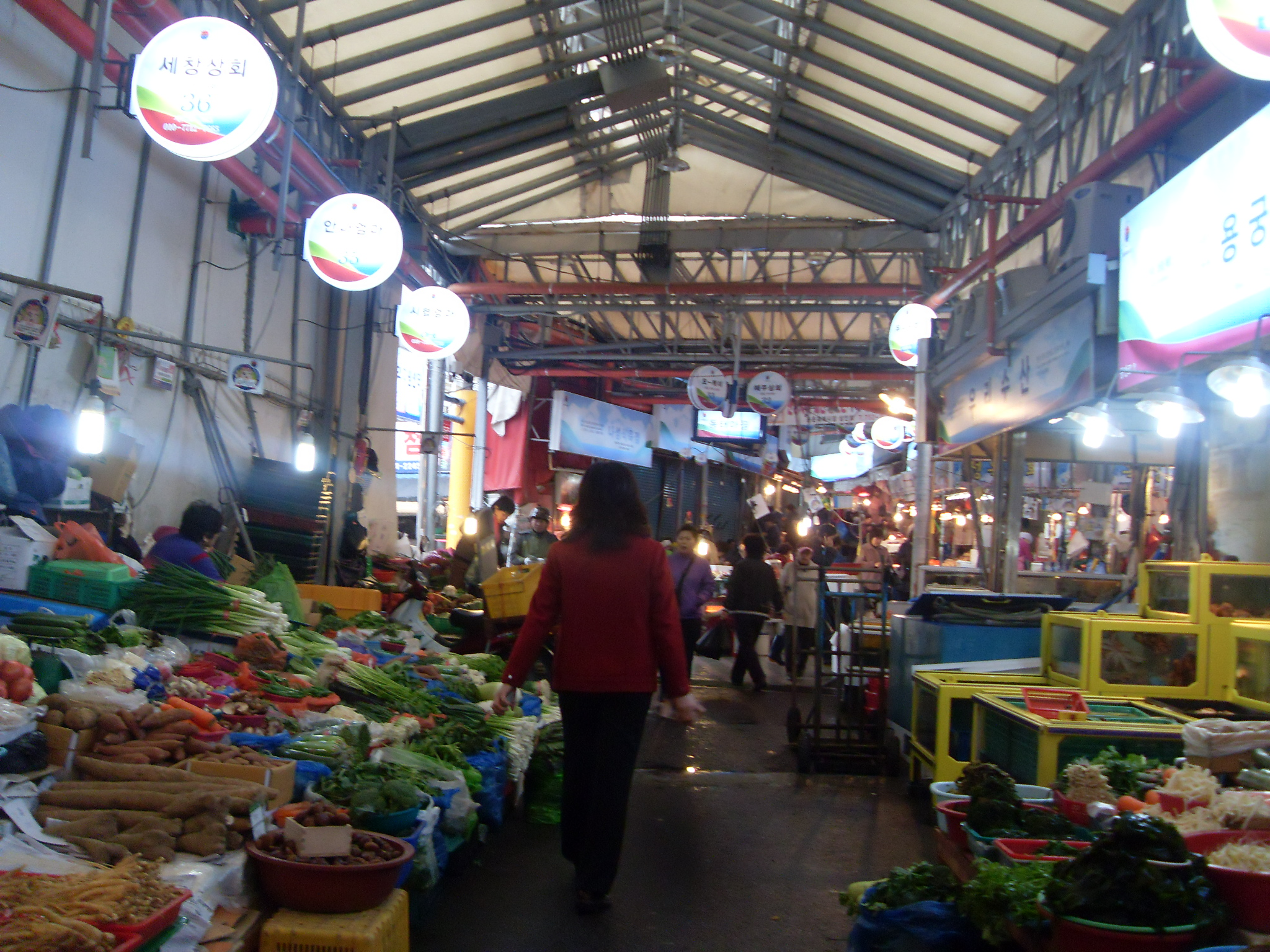
東門市場